# Otto Serge
Otto Fernando Serge Guzmán (El Guamo, Bolívar, 14 de septiembre de 1954) es un cantante y compositor colombiano, de ascendencia francesa, de vallenato. En conjunto con el acordeonero Rafael Ricardo se convirtió en uno de los dúos más famosos de la historia de este ritmo . Conocido por su característico sigmatismo, Serge es además médico general de la Universidad Libre Seccional Barranquilla. A raíz de ello, Serge y Ricardo empezaron a ser llamados "Los Doctores del Vallenato". 
Serge y Ricardo se hicieron célebres cantando vallenatos románticosy varias de sus canciones se han convertido en clásicos de este género, como "Señora", "Esposa mía", "El Mochuelo" y "Bendita duda".
Serge alterna las giras con su profesión de médico general.

## Discografía
(Desde 1979 hasta 1992 con Codiscos)
- 1979 - Mi sentimiento
- 1980 - De todo corazón
- 1981 - Siempre romántico
- 1982 - Como nunca
- 1983 - Muy nuestros
- 1983 - Un regalo de amor
- 1984 - Por aclamación
- 1985 - Los consagrados
- 1986 - En lo dicho
- 1987 - Sólo canciones
- 1988 - Sin palabras seguiré cantando
- 1989 - Alegre romántico
- 1992- Por ovación

(Desde 1994 hasta 1998 con Sony Music)
- 1994 - Imagínate de nuevo
- 1995 - Ámame
- 1996 - Me fascinan
- 1997 - Atrévete
- 1998 - De novela
- 2003 - El show de romerin
- 2004 - El juego de adorarte
- 2008 - Versátil